# Герб комуни Укселесунд
Герб комуни Укселесунд (швед. Oxelösunds kommunvapen) — символ шведської адміністративно-територіальної одиниці місцевого самоврядування комуни Укселесунд. 

## Історія
Герб міста Укселесунд отримав королівське затвердження 1949 року. Після адміністративно-територіальної реформи, проведеної в Швеції на початку 1970-х років, муніципальні герби стали використовуватися лишень комунами. Тому тепер цей герб представляє комуну, а не місто. 
Герб комуни зареєстровано 1974 року. 

## Опис (блазон)
У синьому полі срібне вістря у лівий перев’яз, над ним срібний алхімічний знак заліза, під ним —  такий же якір.   

## Зміст
Геральдичне вістря означає промінь маяка. Якір уособлює гавань Укселесунда, навколо якої розвивалося поселення. Алхімічний знак вказує на видобуток і переробку заліза. 